# Leïlah Mahi
Leïlah Mahi (septembre 1890 à Beyrouth en Syrie ottomane - 12 août 1932 à Paris 5e) était une écrivaine française.

## Biographie
Son premier ouvrage, En marge du bonheur, est publié en 1929. Son deuxième livre, La Prêtresse sans dieu paraît en 1931, l'année avant sa mort. Les deux titres ont été publiés par Louis Querelle (26 rue Cambon, Paris) en tirages numérotés et limités. Ils n'ont jamais été réédités.
L'acte de décès de Leïlah la mentionne comme étant célibataire et domiciliée 13 rue Shakespeare à Nice (Alpes-Maritimes). Cette adresse correspond à l'actuel Palais Ophelia. Mais elle est décédée à Paris au 59 rue Geoffroy Saint Hillaire. Son mémorial se trouve au cimetière du Père Lachaise. Il fait partie des plaques remarquables du columbarium.
Leïlah Mahi comptait de nombreuses amitiés dans le monde des lettres. Un troisième roman aurait dû voir le jour et s'appeler La Femme errante.

## Œuvres
- En marge du bonheur, Paris, France, Éditions Louis Querelle, 1929, 239 p.
- La Prêtresse sans dieu, Paris, France, Éditions Louis Querelle, 1931, 247 p.
- La Femme errante (inachevé)[3].

## Hommage
- L'artiste-peintre Christine Claës a peint plusieurs portraits représentant Leïlah Mahi[4].
- Un portrait est également réalisé par GHYVES[5].